# Maceo Pinkard
Maceo Pinkard (* 27. Juni 1897 in Bluefield, West Virginia; † 21. Juli 1962 in New York City) war ein amerikanischer Komponist, Songtexter und Musikverleger. Er schrieb Revue- und Filmsongs. Zu Evergreens entwickelten sich seine Lieder Sweet Georgia Brown und Sugar (That Sugar Baby O’ Mine).

## Leben und Wirken
Pinkard absolvierte 1913 das Bluefield Colored Institute. Im Folgejahr schrieb er seinen Song I’m Goin’ Back Home, der 1916 veröffentlicht wurde. Er ging mit seinem eigenen Orchester auf Tournee durch die Vereinigten Staaten, um ab 1915 eine Theateragentur in Omaha zu leiten. 1919 zog er nach New York, wo er als erster Afroamerikaner ein Musikverlagsgeschäft besaß. Nachdem seine Komposition Oh, You Darktown Regimental Band 1920 vom Musikverlag Pace & Handy veröffentlicht wurde, wurde er 1921 als einer der ersten afroamerikanischen Komponisten in die American Society of Composers, Authors and Publishers aufgenommen. Nachdem schon einige Songs Eingang in Revuen wie Shubert Gayeties gefunden hatten, wurde Pinkard beauftragt, Melodien für die Shows Bon Bon Buddy, Jr. (1922), Liza (1922) und Broadway Rastus (1925) zu schreiben.
Ab 1923 entstanden drei Aufnahmen von Pinkard als Pianist auf Klavierrollen (für die Verlage Republic und Connorized), die die einzige bekannte Aufzeichnung seines Spiels sind. Der Song Sweet Georgia Brown, den er mit Ben Bernie und Kenneth Casey verfasste, wurde 1925 von Ben Bernie und seinem Orchester aufgenommen und ein Nr-eins-Hit. Weitere Aufnahmen des Titels folgten rasch; die Basketballmannschaft Harlem Globetrotters nutzte es seit den 1950er Jahren als Hymne. Zu Pinkards anderen Songs, die sich zu Standards entwickelten, gehörten Sugar (That Sugar Baby of Mine) und Them There Eyes, letzteres zunächst 1930 von Gus Arnheim eingespielt, aber am populärsten durch eine Interpretation von Billie Holiday zehn Jahre später. Daneben verfasste er zahlreiche weitere Songs wie Gimme a Little Kiss, Will Ya, Huh?.
Pinkard wurde 1984 in die Songwriters Hall of Fame der National Academy of Popular Music aufgenommen.